# Norrfällsviken
Norrfällsviken är ett samhälle i Nordingrå socken, Kramfors kommun belägen utanför Kramfors i Västernorrlands län. 1990 avgränsade SCB en småort för bebyggelsen i en del av samhället och grannbyn Hamnslåttern som gavs namnet Del av Norrfällsviken och Hamnslåtten.
Norrfällsviken är ett 350 år gammalt fiskeläge med camping, sommarstugor, fiskemuseum och restaurang. Söder om Norrfällsviken ligger Omnefjärden.
Norrfällsviken var tidigt ett av Gävlefiskarnas fiskelägen, men troligen vistades inte så många fiskare där.
Sedan 1969 är Norrfällsvikens naturreservat ett skyddat område.